# Leo núi đá

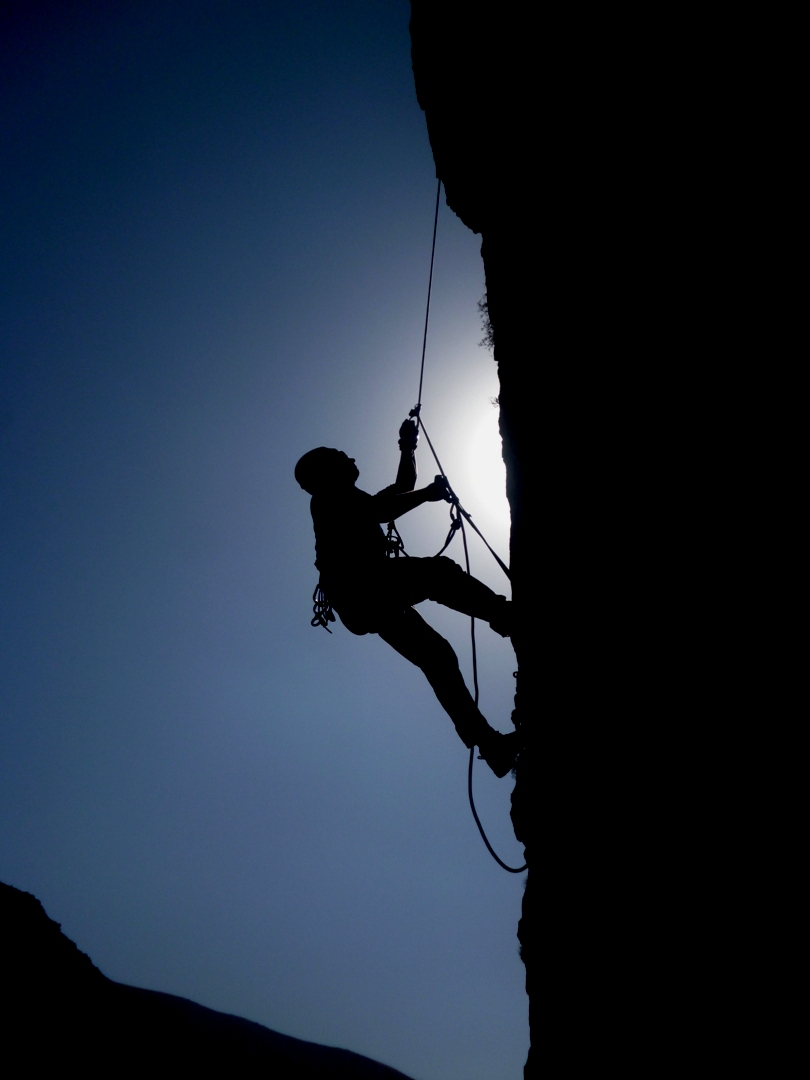
Một người leo núi đá lên cao bằng cách dùng dây thừng

Leo núi đá (tiếng Anh: rock climbing) là môn thể thao trong đó người tham gia leo lên, xuống hoặc băng qua các bức tường đá tự nhiên hoặc các bức tường đá nhân tạo. Mục tiêu là đạt đến đỉnh của một địa hình hoặc điểm cuối của tuyến đường thường được xác định trước, mà không bị ngã. Leo núi là môn thể thao đòi hỏi thể chất và tinh thần, một môn thể thao thường kiểm tra sức mạnh, sức bền, sự nhanh nhẹn và thăng bằng của người leo núi cùng với sự kiểm soát tinh thần. Kiến thức về các kỹ thuật leo núi thích hợp và sử dụng các thiết bị leo núi chuyên dụng là rất quan trọng để hoàn thành các tuyến đường một cách an toàn.
Do phạm vi rộng và đa dạng của các tường đá trên khắp thế giới, leo núi đá đã được tách thành nhiều kiểu và phân ngành khác nhau, như leo tường đá chỉ bằng tay không (scrambling), một hoạt động khác liên quan đến việc leo lên các ngọn đồi và hình thành tương tự, khác biệt với leo núi ở chỗ scrambling chỉ sử dụng tay để hỗ trợ trọng lượng của người leo núi cũng như để tạo ra sự cân bằng.
Các cuộc thi leo núi chuyên nghiệp có mục tiêu là hoàn thành tuyến đường trong thời gian nhanh nhất có thể hoặc đạt được điểm xa nhất trên một tuyến đường với độ khó ngày càng tăng.